# 正角図法
正角図法（せいかくずほう、英語: conformal projection）とは地図投影法の特徴および分類の一種で、どの点のどんな角度であっても地図上に正しく投影される、すなわち地球表面（球面または回転楕円体面）から地図（平面）への写像が等角写像になっている投影法を指す。
なお正角図法ではない地図投影法のうちで、特定の地点のみで局所的に正角となるものも多い。

## 正角性
地図投影法における正角性とは、小さな図形であればどんな角度であっても、元の図形と同じ角度で地図上に表示される事を意味する。したがって小さな図形であれば、地球上での実際の形と地図に投影された形とがおおよそ相似になる。また狭い範囲の中であれば、地球上で長さが等しい図形は（方向に関係なく）地図上でも長さが等しくなる。つまり狭い範囲で見れば等長写像で近似できる。これをテイソーの指示楕円で見ると、正しい円が表示されていれば、そこで正角になっている。

### 局所的正角性
図法を定義する中心点や標準線の近傍のみで正角になる地図投影法も多い（モルワイデ図法では中央経線上の北緯および南緯40度44分の2点周辺）。しかし図法の中心から外れると形が歪む場合がある。
- 中心点や標準線の近くの例

|  |

- 中心点や標準線の近くではない例

|  |

## 正角図法の特徴
正角図法とは、地図上の全ての点で正角性が成り立つ投影法である。つまり地図上のどの点でも、小さな図形であれば地球上の図形が正しい形で描かれる。小さな図形の中であれば長さの比なども保存される。テイソーの指示楕円で見ると、すべてが正しい円で表示される図法である。
しかし、あくまで「小さな図形であれば」であって、大きな図形でも正しい形で投影されるとは限らない。そもそも球面上では「３つの角がすべて90度である正三角形」もありえて、これを「正しく」地図上に描くことは不可能である。正角図法でこの三角形を描けば、３つの角がすべて90度ではあるが辺が曲線になる、または無限遠点を含む形になる。赤道も「北極の周りの円」とも「地球周囲のまっすぐな線」とも見る事が出来るが、１枚の地図でこれらを両立して描く事は出来ない。
また正角図法では、小さな図形における相似性はどの点でも保たれるが、拡大率は各点で異なってくる。地図上の場所による相似比（縮尺）の違いが、正角図法における「歪み」の原因である。テイソーの指示楕円で言えば、正角図法ではすべてが正しい円になるが、円の大きさは場所によって変わる。地球面すべてを描く場合は、拡大率が無限大になる点が現れる場合もある。
正角図法では角度が正しく保たれることから、経線と緯線が直交する。しかし逆は言えない。赤道を標準緯線とする円筒図法は経線方向の拡大率と緯線方向の拡大率が異なる場合があり、この場合でも経線と緯線は直交するが、他の角度は保たれない。

## 正角図法の例
- メルカトル図法（正角円筒図法）

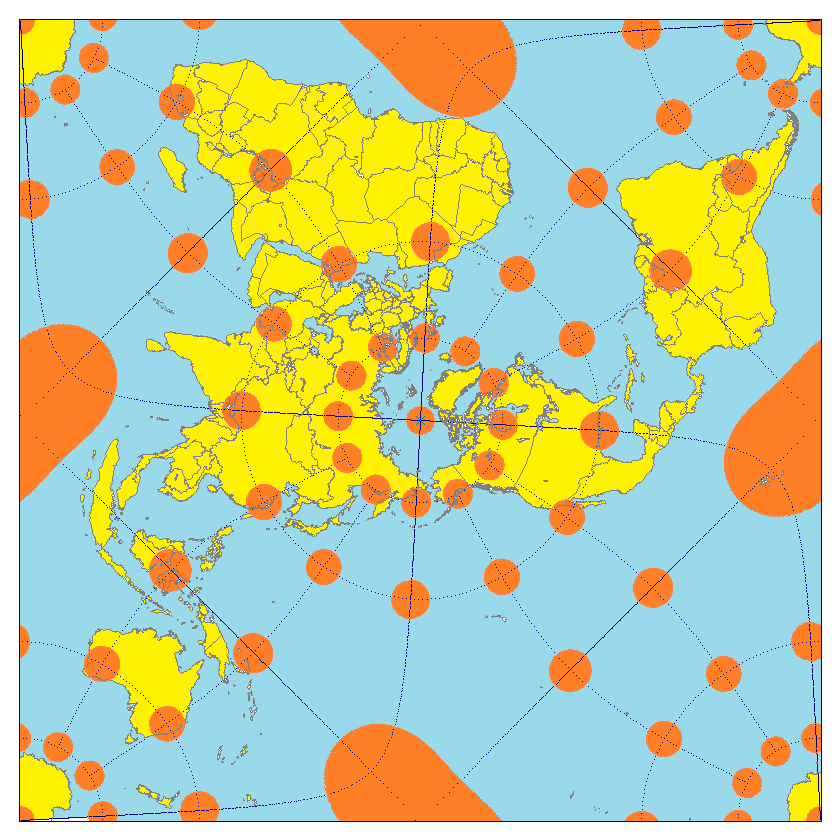
パース・クインカンシャル図法におけるテイソーの指示楕円。経度の方向をわずかにずらしており、特異点を含む4つの円だけ歪みが大きい。

  - 正軸メルカトル図法（赤道が標準緯線である通常のメルカトル図法、等角航路が直線で描かれる）
  - 横メルカトル図法
    - ガウス・クリューゲル図法（回転楕円体で基準子午線の子午線弧長と正角性を保持する図法）

  - 斜軸メルカトル図法
- ランベルト正角円錐図法
- 平射図法（正角方位図法、大円も小円も必ず円か直線で描かれる）
  - GS50図法（平射図法をベースとして、アメリカ合衆国50州の範囲で縮尺のずれが±2%に収まるよう多項式で調整した正角図法）
- リトロー図法（正角逆方位図法）
- ラグランジュ図法（多円錐図法、ランベルト正角円錐図法をメビウス変換で変形したもの）
  - アウグスト外サイクロイド図法（全球面が円になる場合のラグランジュ図法を、さらに３次複素多項式で変形したもの）
- アイゼンロール図法（チェビシェフの手法を用いて、ある条件下で全球の縮尺変化を最小化した図法）
- 楕円関数の応用
  - パース・クインカンシャル図法（北極を中心とした場合は赤道が正方形になるが、その頂点に当たる4点では正角性が成り立たない）
  - リー正角正四面体図法

地形図など精度が要求される場合、地球を球ではなく回転楕円体として扱う。まず回転楕円体面から球面への等角写像を行って、その上で球面から平面への正角図法による投影を行う（ガウス正角二重投影）。
横メルカトル図法の場合は、子午線弧長を保存するガウス・クリューゲル図法を用いるのが現在では一般的である。

## 正角図法と正則関数
正角図法を複素平面上に描くと、２つの正角図法同士が正則関数による変換になっている事が多い。たとえば平射図法を複素平面上に描いて複素対数函数で変換するとメルカトル図法に、複素関数としての累乗根で変換するとランベルト正角円錐図法に、メビウス変換で変換すると図法中心を変えた平射図法に、ジュコーフスキー変換で変換するとリトロー図法に、ある楕円関数の逆関数で変換するとパース・クインカンシャル図法やリー正角正四面体図法になる。係数を微調整した複素多項式で変換し、縮尺係数の変化を部分的に抑えたのがGS50図法である。

## 正角図法の利用

### 中縮尺・大縮尺での利用
地図上のどこであっても狭い範囲であれば形や長さの比が保たれるという性質から、中縮尺や大縮尺の地図の多くで正角図法が用いられる。
正角図法以外であっても図法の中心付近の狭い範囲だけを利用すれば、ほぼ正しい形で描くことが出来る。コンピュータの発達以前は、比較的簡単に計算できる非正角図法（横軸正距円筒図法など）をそのように用いることもあった。しかし、そのような地図を複数貼り合わせると地球の丸みを復元してしまい、１枚の平らな地図にはならない。複数枚から小縮尺の地図を編集する、２枚の地図の境目を中心とする新しい地図を作る、中心から外れた部分だけを拡大する場合などには、新たに投影し直す必要がある。
一方、ネット上のシームレスな地図は実質的に１枚の巨大なメルカトル図法だが、その一部分を拡大して使う事で、正角性を保ちながら連続したスクロールを可能とし、どの地点を中心に持ってきても正角な地図になる。ただし、離れた２地点の間で長さや面積を比較する際は注意を要する。
ユニバーサル横メルカトル図法や日本の平面直角座標系、フランスの Lambert システム などは、縮尺変化とシームレス性の折り合いをつけた図法と言える。

### 小縮尺での利用

GS50図法における縮尺係数の等値線図

比較的小さな縮尺であっても、海図や航空図のように進行方向の角度が重視される分野では正角図法を用いる。天気図における気圧のように、分布だけでなく勾配やその方向も考慮する必要がある場合にも正角図法を用いる。
世界地図レベルでは、場所による縮尺の違いが大きい上に、無限大になる点もあるので、他の図法が使われるケースも多い。それでも、東半球と西半球に分けた平射図法、北極・南極に発散点を置いたメルカトル図法など、正角図法の世界地図も歴史的に見て多い。
比較的広い範囲を正角図法で描くと縮尺の変化が大きくなるため、長さや面積を単純に比較する事が難しくなるが、経緯度線があれば「子午線弧長1度＝約111km」を手がかりにするなど、比較する方法はある。正角でない場合は、同じ地点にある同じ長さであっても向きによって地図上の長さが変化するので、このような比較も出来なくなる。
赤道基準のメルカトル図法や極中心の平射図法ならば同緯度で同縮尺になるので、緯度別のスケールが示されている事も多い。斜軸正角円錐図法など、縮尺係数の変化の仕方が分かりにくい図法では、縮尺係数を示した補足図を入れる場合もある。